# Scacchi avanzati
Gli scacchi avanzati sono una variante del gioco degli scacchi. Mantengono tutte le regole del gioco: l'unica differenza sta nel fatto che ognuno dei giocatori può legittimamente farsi aiutare da un computer nell'analisi della posizione. 
Per rendere il gioco equo, e quindi impedire favoritismi, i giocatori dovrebbero usare lo stesso modello di computer e lo stesso software scacchistico, ma nella pratica ognuno usa l'hardware e il software che possiede, conosce e può permettersi.

## Storia
Sembra che il concetto di partite a scacchi fra umani assistiti da computer sia stato introdotto in un racconto di fantascienza dal titolo The Peace War, scritto da Vernor Vinge nel 1984 e pubblicato  con il titolo Quando scoppiò la pace dalla rivista Urania n. 1012 (uscito anche con il titolo "La guerra della pace" nei Classici Urania n. 291).
La modalità di gioco fu sperimentata nel mese di giugno del 1998 da Garry Kasparov e Veselin Topalov in una serie di 6 partite organizzate da  Marcelino Sion nella città di León, nel nord-ovest della Spagna. Garry Kasparov usò il motore Fritz 5 e Veselin Topalov ChessBase 7.0. Il match finì in parità per 3-3.
In seguito la città ospitò altre volte il torneo, seppure con qualche discontinuità. Nel 1999, 2000 e 2001 vinse il campione indiano Viswanathan Anand, ampiamente considerato in quel momento il più forte giocatore al mondo di scacchi avanzati, mentre nel 2002 ebbe la meglio Vladimir Kramnik.
A partire dal 2005, le modalità di gioco hanno subito variazioni e gli scacchi avanzati si sono trasformati negli scacchi avanzati in stile libero.

## Le forze in gioco

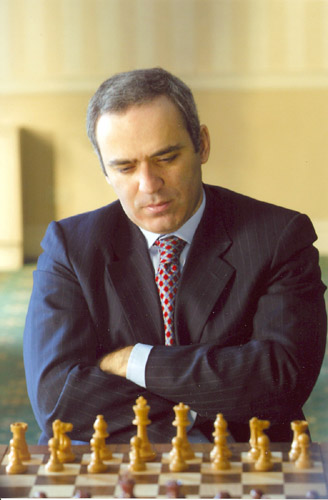
Garry Kasparov

Nel suo libro Gli scacchi, la vita, pubblicato nel novembre del 2007, Garry Kasparov afferma, riferendosi al match con Topalov nel 2006: 
Alcuni sottolineano che la forza di una coppia uomo-pc non è data solo dai singoli componenti ma piuttosto dal coordinamento tra i due. Il giocatore può essere più o meno bravo del programma che usa, ma in ogni caso la coppia, se ben allenata e amalgamata, è superiore alla somma delle singole forze, in quanto si somma l'accuratezza tattica della macchina (la forza bruta del calcolo) con la creatività e la visione strategica dell'uomo. La macchina usa un database sterminato in fase di apertura, calcola milioni di posizioni anche molto complesse e con i tablebase non sbaglia i finali. D'altra parte l'uomo ha una superiore abilità strategica, è più veloce nel discriminare le mosse insignificanti da quelle importanti ed è capace di giudicare le varie fasi di gioco.
Come dice ancora Kasparov: 
Judit Polgár aggiunge: 

## Il gioco
Queste sono le modalità di gioco stabilite per i tornei di Leòn. Gli avversari sono in un salone ma ognuno di fronte al proprio PC. Il tempo assegnato è variabile (un'ora nel torneo di León). Gli avversari inseriscono la propria mossa nel programma del PC e tengono conto del responso eventualmente cambiandola. Nei casi, abbastanza frequenti, in cui due o più mosse siano ritenute dal PC equivalenti, il giocatore sceglie quella a suo giudizio più corretta dal punto di vista strategico. Durante tutta la partita l'immagine dello schermo del giocatore è visibile, ingrandita, in un ampio monitor di fronte al pubblico che così può seguire oltre alle mosse anche lo sviluppo del piano strategico del giocatore. In una stanza separata vi è un commentatore, collegato con i computer dei giocatori, che spiega e a sua volta analizza, a beneficio del pubblico, le mosse più significative di entrambi.

## Gli scacchi avanzati in stile libero
Negli ultimi anni gli scacchi avanzati si sono ulteriormente sviluppati, liberandosi progressivamente dai condizionamenti dei primi tornei di Leòn e trasformandosi di fatto in quelli che possiamo definire “scacchi avanzati in stile libero” o anche solo "scacchi stile libero" (freestyle chess in lingua inglese). Questi nuovi tornei, infatti, si svolgono tra giocatori che possono avvalersi di qualsiasi supporto, sia umano che tecnico, per selezionare le migliori mosse possibili. È consentito, quindi, consultare libri e grandi maestri di scacchi, ma soprattutto i più importanti software scacchistici, come avviene ormai da tempo anche nel gioco per corrispondenza. La differenza fondamentale tra il gioco per corrispondenza e quello degli scacchi avanzati in stile libero sta nell'utilizzo del tempo. Infatti, mentre nel primo si hanno tempi lunghissimi (le partite durano anche alcuni anni!) per mettere in atto una strategia ed analizzare con calma le posizioni e le mosse, nel secondo i tempi sono addirittura inferiori a quelli previsti per le partite tradizionali a tavolino, in genere un'ora a testa + 15 secondi per ogni mossa, e bisogna fare i conti con l'orologio. Insomma è permessa qualsiasi consultazione ed analisi, ma solo nei limiti del tempo stabilito.

## Il centauro
Diceva Albert Einstein:
Il giocatore di scacchi avanzati in stile libero viene chiamato normalmente centauro, termine mitologico appropriato per definire il lavoro congiunto dell'uomo e del computer. In questa nuova tipologia del gioco degli scacchi, infatti, è fondamentale e costante la stretta integrazione tra l'uomo e la macchina. Nel gioco a tavolino contano esclusivamente le qualità scacchistiche del giocatore, mentre nei tornei tra computer si esalta la velocità e la capacità di analisi della macchina. La vera forza del centauro sta proprio nel saper “combinare” la capacità strategica, che appartiene alla mente umana, con la supremazia analitica del computer. E quando la "combinazione" raggiunge il giusto connubio e tra la componente umana e quella elettronica si crea una profonda sinergia, il centauro diventa un giocatore insuperabile, più forte dei più forti scacchisti del mondo, e riesce a produrre partite che rasentano la perfezione. Proprio per questo gli scacchi stile libero per centauri sono stati definiti di recente la "Formula 1" degli scacchi.

## Gli scacchi avanzati online
Gli incontri di scacchi avanzati in stile libero non si svolgono più in stanze dedicate, ma si effettuano da casa, in diretta davanti ad un computer, su internet in un server dedicato, un web server come Playchess o FICGS, e possono partecipare scacchisti di tutto il mondo e di ogni livello di preparazione. Si comincia in genere dalle fasi eliminatorie, con accoppiamenti secondo il sistema svizzero, e i primi classificati accedono alle fasi successive ed alla finale. I centauri finalisti, che in genere utilizzano uno pseudonimo (nickname) si sfidano di norma in un torneo round-robin per il titolo.

## I PAL/CSS-Freestyle Tournament
A partire dal 2005 si sono svolti, a livello mondiale, numerosi tornei di scacchi avanzati online, definiti proprio tornei di Scacchi stile libero (freestyle chess) per centauri. I più importanti sono stati senza dubbio i PAL/CSS-Freestyle Tournament, patrocinati dal Pal Group di Abu Dhabi (Emirati Arabi Uniti), che ha messo in palio anche significative somme di denaro per i primi classificati.
Questi tornei mondiali si sono svolti sul web server Playchess (ChessBase) ed hanno avuto un livello di gioco altissimo, forse il più alto mai visto nel gioco degli scacchi con il controllo orario. I vincitori, oltre ad accaparrarsi l'importo del primo premio in dollari, si sono fregiati del titolo di Campione del PAL/CSS-Freestyle Tournament.
Ecco i Campioni in ordine cronologico: ZackS (Steven Cramton and Zackary Stephen, USA), Zorchamp (Hydra, Emirati Arabi uniti), Rajlich (Vasik Rajlich, Ungheria), Xakru (Jiri Dufek, Repubblica Ceca), Flying Saucers (Daniel Nielsen, Danimarca), Rajlich (Vasik Rajlich, Ungheria), Ibermax (Anson Williams, Inghilterra), Ultima (Eros Riccio, Italia).

## Gli altri tornei di scacchi avanzati

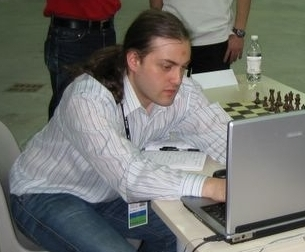
Eros Riccio

Altri tornei di scacchi avanzati in stile libero sono stati organizzati da ChessBase, dalla FICGS, da Infinity Chess e da Internet Chess Club. ChessBase, in occasione delle olimpiadi di scacchi di Dresda del 2008, ha organizzato il Computer Bild Spiele Schach Turnier, che è stato vinto dall'italiano Eros Riccio. La FICGS organizza periodicamente la Chess Freestyle Cup, i cui vincitori sono stati Eros Riccio (2007 e 2010), l'inglese David Evans (2010) e il filippino Alvin Alcala (2011 e 2013). Infinity Chess  ha organizzato i seguenti tornei: il Welcome Freestyle Tournament (2008), vinto a pari merito da Sephiroth (Eros Riccio) e da Luminarydebris (Steven Cramton, USA); il Christmas Freestyle Tournament (2008), vinto da Sephiroth (Eros Riccio); il 1° Freestyle Masters (2009), vinto da Sephiroth (Eros Riccio); il 1° IC Freestyle Tournament (2012), vinto a pari merito da Dovahkiin (Eros Riccio) e da Ultra-d (David Evans) ; il 2° IC Freestyle Tournament (2012), vinto da Biertrinker (Jan Zidu, R. Ceca) ; il 3° IC Freestyle Tournament (2012), vinto da Eddie (Richard Goma, USA) ; il IC Freestyle Battle (2014), vinto dal team Intagrand (David Evans, Anson Williams, Yingheng Chen e Nelson Hernandez) ; il IC Team Cup (2015), vinto dalla squadra Pure Chess  e il IC Ultimate Challenge (2017), vinto da Zor (EAU) . Internet Chess Club ha organizzato il 1° Ultimate Chess Championship (2015), che è stato vinto da Alvin Alcala. 
In base ai risultati ottenuti nei tornei di scacchi avanzati, svoltisi a livello internazionale tra il 2005 e il 2013, è stata sviluppata da Infinity Chess una speciale classifica Elo per centauri , che vede al primo posto Sephiroth (Eros Riccio) con 2755 punti Elo, al secondo Ultima (Eros Riccio) con 2715 punti Elo e al terzo Rajlich (Vasik Rajlich) con 2712 punti Elo.